# Pärna
Pärna är en by (estniska: küla) i Dagö kommun i landskapet Hiiumaa (Dagö) i västra Estland. Byn ligger vid södra änden av ön Dagö. I byn ligger hamnen Sõru sadam från vilken färjorna mellan Dagö och Ösel utgår. Där ligger även det sjöhistoriska museet Sõru museum. Sõru är också namnet på en grannby i väster.  
I kyrkligt hänseende hör byn till Emmaste församling inom den Estniska evangelisk-lutherska kyrkan.
Före 2017 hörde byn till dåvarande Emmaste kommun.

## Bilder

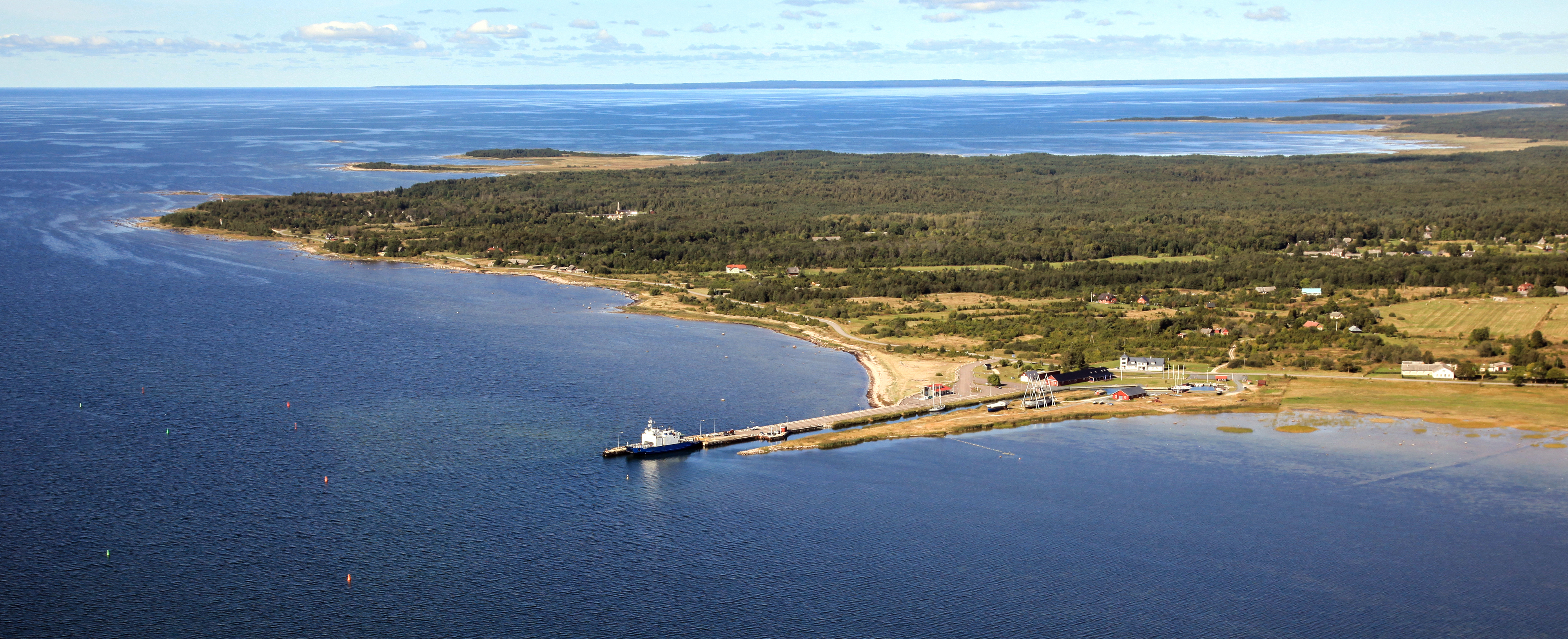
Sõru hamn
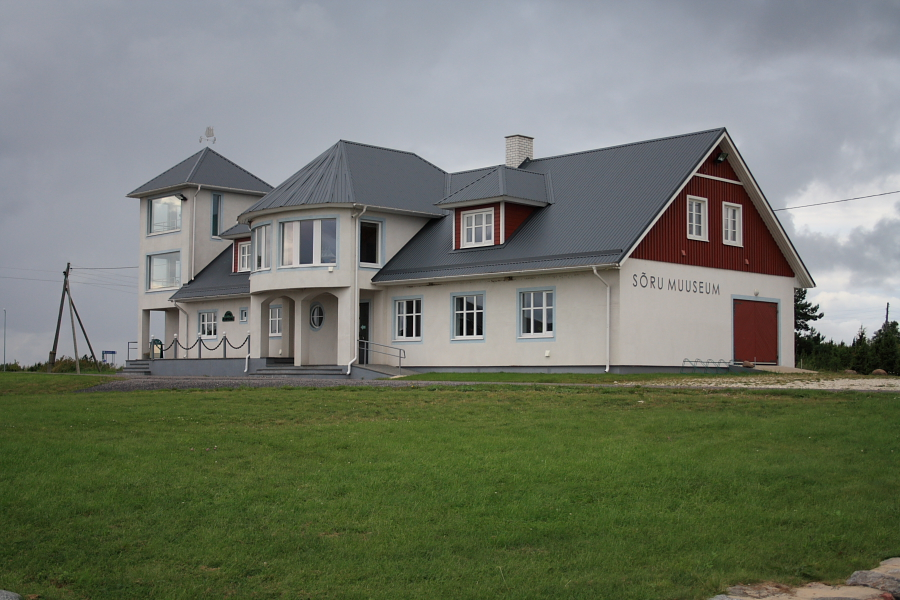
Sõru museum